# 天主教蘇奇特佩克斯-雷塔盧萊烏教區
天主教蘇奇特佩克斯-雷塔盧萊烏教區（拉丁語：Dioecesis Suchitepequensis-Retalhulensis）是瓜地馬拉一個羅馬天主教教區，屬洛斯阿爾托斯、克薩爾特南戈-托托尼卡潘總教區。
教區成立於1996年12月31日，包括蘇奇特佩克斯省和雷塔盧萊烏省。教座位於馬薩特南戈。2010年有教友496,000人（佔轄區總人口70.2%）、十八個堂區、廿五名司鐸。現任教區主教為保祿·比斯凱諾·普拉多。